# John Willis (Stenograf)
John Willis (* um 1575; begraben 28. November 1625 in Bentley Parva, Essex) war ein englischer Pfarrer, Stenograf und der Begründer der neueren Kurzschrift.

## Leben
John Willis immatrikulierte sich 1589 in Cambridge zum Theologiestudium und wurde 1601 Pfarrer in St. Mary Bothaw, Dowgate Hill, London, und 1606 Pfarrer von Bentley Parva, Essex.
John Willis hatte einen Sohn Robert Willis, der Stenografielehrer wurde. Ein Londoner Kaufmann Edmund Willis, der 1618 eine verbesserte Version von John Willis Kurzschrift publizierte (An Abbreviation of Short Writing by Characters), scheint mit John Willis dagegen nicht verwandt gewesen zu sein.

## Werk
John Willis veröffentlichte 1602 sein Werk The Art of Stenographie, und zwar, wohl wegen des noch laufenden Patentschutzes von Timothy Bright, zunächst anonym, in späteren Auflagen dann auch namentlich. Mit diesem Werk schuf Willis das Wort Stenografie (wörtlich „Engschrift“, aus altgriechisch στενός (stenós) „eng“ + γραφή (graphé) „Schrift“). Außerdem verwendet Willis, im Gegensatz zu seinen Vorgängern, erstmals keine Wortzeichen mehr, sondern Buchstabenzeichen. Seine Kurzschrift ist damit die erste moderne Stenographie überhaupt.
Willis’ Buchstabenzeichen sind alle nach geometrischen Gesichtspunkten gebildet: Strich, Bogen, Kreis und Schleife. Er gibt auch Regeln, wie man Wortbilder daraus aufbauen kann. Vokale schreibt er im Auslaut nicht aus, sondern zeigt sie durch Punkte in verschiedener Stellung zum vorhergehenden Zeichen an. Thomas Sheltons Kurzschrift, die im späteren 17. und dann 18. Jahrhundert führend war, baut auf dem von Willis erfundenen System auf.
Willis publizierte auch eine Übertragung seiner Schrift auf das Lateinische (1618) und ein stenographisches Werk in Katechismusform (Schoolmaster to the Art of Stenography. 1623).

## Werke (Auswahl)
- The Art of Stenographie, teaching by plaine and certaine rules, to the capacitie of the meanest, and for the vse of all professions, the way to Compendious Writing. Wherevnto is annexed a very easie direction for Steganógraphie, or secret writing, London 1602, 16mo (Anonym, vorhanden im British Museum und der Bodleian Library).
  - The Art of Stenographie, or Short Writing by spelling characterie. 5. Auflage. London 1617. 14. Auflage: London 1647
  - Stenographia, sive Ars compendiose Scribendi. lateinisch, London 1618.
- The Schoolemaster to the Art of Stenography, explaining the rules and teaching the practise thereof to the understanding of the meanest capacity. London 1623, 16mo. 3. Auflage: 1647.
- Deliciæ Philosophicæ. Nürnberg 1653 (deutsch).
- Mnemonica; sive Ars Reminiscendi: e puris artis naturæque fontibus hausta, et in tres libros digesta, necnon de Memoria naturali fovenda libellus e variis doctissimorum operibus sedulo collectus. London 1618, 8vo.
- De Memoria naturali fovenda. Nachdruck als
  - Variorum de Arte Memoriæ Tractatus sex. Frankfurt 1678 (Nachdruck De Memoria), englische Übersetzung durch Leonard Sowersby, erschienen in London 1661, 8 Bände. Teile in Feinaigle: New Art of Memory. 3. Auflage. 1813, S. 248–92.